# Triád (kriminalisztika)
A triád a szervezett kínai alvilágban egymástól függetlenül tevékenykedő bűnbandákat jelöli.

## A név eredete
A név a szanszkrit eredetű trayasz (három) szóból ered és számos nyelv közvetítésével jutott el a magyar nyelvbe. Jelentése: hármas csoport.
A „triád” szó eredete a brit kormányhoz vezethető vissza, arra az időre, mikor Hongkong brit gyarmat volt. A háromszögű ábrákra vonatkoztatták. A háromszögű jelvényük oldalai a földet, az eget és az embert jelképezték. Nem bizonyított, de valószínű, hogy a triád részt vett forradalmi mozgalmakban, mégpedig a Fehér Lótusz Társadalomban és a bokszerlázadásban.

## Története

### 17. század
1644-ben, a Sanhai-szorosi ütközet után a Csing-dinasztia legyőzte a Ming-dinasztiát. Így szerzett hatalmat Kína területén. Az uralkodó Csing-dinasztia tartott a saolin papoktól. Shunzhi császár elrendelte a kivégzésüket. A saolin papok elmenekültek és így vette kezdetét a kínai titkos szövetségek megalakulása. A néphagyomány szerint csak öt saolin pap élte túl és menekült el. Ők Kína szent hegyeiben kerestek menedéket. Az öt papot úgy emlegetik, mint "A triád öt Véne".

### 18. század
Az 1760-as években a Menny és Föld Szövetséget, egy testvéri szervezetet alapítottak. Ahogy a szervezet hatása kiterjedt Kínára, több kisebb csoportra oszlottak fel. Ezek közül az egyiket A Három Harmónia Szövetségének nevezték. Ezek a társaságok emblémájukként a háromszöget használták. Ezt gyakran díszítették dekoratív elemekkel, mint például kardokkal, vagy Guan Yu portréjával. A céljuk az volt, hogy megbuktassák a Csing-dinasztiát, és újra visszahozzák a hatalomra a Ming-dinasztiát.

### 19. század
Hongkong brit fennhatóság alá tartozott. A brit kormány a Tiandihui-t (Menny és Föld Szövetséget) vád alá helyezte és tagjait bebörtönözte.

### 20. század
1949-ben Kínában a Kínai Kommunista Párt jutott hatalomra, a törvényeken szigorítottak. A kormány határozottan fellépett a bűnszervezetek ellen, így a triádnak kénytelen volt átköltöznie az akkori brit fennhatóság alá tartozó Hongkongba. Becslések szerint az 1950-es években körülbelül 300 ezer triád tag volt Hongkongban. A legtöbb társaságot 1914 és 1939 között alapították és több mint 300 ilyen társaság létezett. Ezek száma 50 körülire csökkent azóta. Kilenc fő triád működik Hongkongban, mindegyik a saját területéért felel. Ez a kilenc a következő: Wo Top Ho, Wo Shing Wo, Rung, Tung, Chuen, Shing, Sun Yee On, 14K és a Luen. Mindegyiküknek megvan a saját főhadiszállásuk és alszervezeteik. Az 1956-os lázadás után Hongkong kormánya szigorúbb törvény végrehajtást vezetett be, így a bűnözők aktivitása csökkent.

## Bűncselekmények
A triád számos törvénysértést követ el, kezdve a zsarolástól és pénzmosástól egészen a csempészésig és prostitúcióig. Ezen kívül hamisítanak zenét, videókat, szoftvereket, ruhákat, órákat és pénzt.
2012-ben, Japánban négy triád tagot tartóztattak le egészségügyi csalás vádjával.

### Nemzetközi tevékenység
A triád nemcsak Kínában, Hongkongban, Makaóban és a Kínai Köztársaságban aktív, hanem az Egyesült Államokban, Kanadában, Ausztráliában, az Egyesült Királyságban, Németországban, Franciaországban, Olaszországban, Peruban és Argentínában is. Gyakran segítenek az illegális bevándorlóknak bekerülni az országba. Shanty és Mishra 2007-es becslései szerint a narkotikumokból évi 200 milliárd dollárt keresnek. Az Európába és az Egyesült Államokba történő embercsempészésekből kb. 3,5 milliárd dollárt nyernek évente.

## Felépítése
A triád-társaságok számkódokat használnak a rangbeli és a csapatban betöltött szerepbeli megkülönböztetésre. Ezek a számok az "I Ching" (w:en:I Ching) könyvre alapozottak, ami a kínai számmisztikát írja le. A 489-es a "Hegy" vagy a "A Sárkány Feje". A 438-as a "Helyettes Hegy Mester". A 432-es a "Fű Papucs" rangot jelenti. Ő a "Hegy Mester" segédje, "Füstölő Mester", aki az új tagok bekerülését vizsgálja felül; az "Előőrs" az ő segédje. A 426-os a "hadi parancsnok", más néven "Vörös oszlop", aki a védelmi és támadási hadműveletekért felelős. A 49-es a "katona" rangja. A 415-ös "Fehér Papírlegyező" pénzügyi tanácsokat ad, míg a "Szalma Szandál" összeköttetést biztosít a különböző egységek között. A "25"-ös egy ügynök vagy kém egy másik triád bandából, a hongkongi szlengben ő a "szimat" (besúgó). A "Kék Lámpások" a még beavatatlan tagok, nincs számkódjuk.

## Ceremóniák
A triád tagoknak át kell esniük egy beavatási ceremónián. Egy hagyományos beavatási ceremónia egy Guan Yu (w:en:Guan Yu) oltárnál történik. Füstölőket visznek és valamilyen állatot áldoznak, leggyakrabban csirkét, disznót vagy kecskét. A beavatásra váró tag iszik a bor és állati vér keverékéből, átmegy a kardok által alkotott boltív alatt, közben olvasva a triád 36 esküjét. A papírt, melyen az eskük vannak leírva az oltáron fogják elégetni, ezzel szimbolizálva a tag elkötelezettségét az istenek felé.

## Lásd még
- maffia
- jakuza
- szervezett bűnözés

## Fordítás
Ez a szócikk részben vagy egészben  a   Triad (underground society) című angol Wikipédia-szócikk ezen változatának fordításán alapul.  Az eredeti cikk szerkesztőit annak laptörténete sorolja fel. Ez a jelzés csupán a megfogalmazás eredetét és a szerzői jogokat jelzi, nem szolgál a cikkben szereplő információk forrásmegjelöléseként.